# Institut de chimie et biochimie moléculaires et supramoléculaires
L’institut de chimie et biochimie moléculaires et supramoléculaires (ICBMS) est une unité de recherche spécialisée dans la chimie et la biochimie moléculaire dont le siège se situe à Villeurbanne, dans le département du Rhône.
Il est placé sous plusieurs tutelles : le CNRS (UMR 5246), l'université Claude-Bernard-Lyon-I, l'INSA de Lyon et l'École supérieure chimie physique électronique de Lyon. Il est né de la fusion en janvier 2007 du laboratoire de génie enzymatique et moléculaire (UMR 5013) et du laboratoire de catalyse et synthèse organique (UMR 5181).
Les études sont effectuées autour de trois thèmes :
- Synthèse, méthodologie et catalyse ;
- biomolécules : synthèse, propriétés et assemblage ;
- membranes - biocatalyse.